# Jaroslav Marčík
Jaroslav Marčík (24. prosince 1955 – 1. června 2022) byl český fotbalista, obránce. Po skončení aktivní kariéry působil jako fotbalový funkcionář.

## Fotbalová kariéra
V československé lize hrál za Spartak Hradec Králové a Bohemians Praha. Nastoupil ve 101 ligových utkáních a dal 6 gólů.
S Bohemians získal roku 1983 mistrovský titul a postoupil do semifinále Poháru UEFA. V Poháru mistrů evropských zemí nastoupil ve 3 utkáních a v Poháru UEFA nastoupil v 10 utkáních a dal 1 gól. Za reprezentaci do 18 let nastoupil ve 14 utkáních a dal 2 góly a za reprezentaci do 21 let nastoupil ve 2 utkáních. Ve druhé lize hrál i za DP Xaverov.

## Ligová bilance
| Ročník                                   | Zápasy | Góly | Klub                   |
| ---------------------------------------- | ------ | ---- | ---------------------- |
| 1. československá fotbalová liga 1972/73 | 3      | 0    | Spartak Hradec Králové |
| 1. československá fotbalová liga 1974/75 | 1      | 0    | Bohemians Praha        |
| 1. československá fotbalová liga 1975/76 | 10     | 0    | Bohemians Praha        |
| 1. československá fotbalová liga 1976/77 | 10     | 0    | Bohemians Praha        |
| 1. československá fotbalová liga 1981/82 | 16     | 1    | Bohemians Praha        |
| 1. československá fotbalová liga 1982/83 | 15     | 1    | Bohemians Praha        |
| 1. československá fotbalová liga 1983/84 | 23     | 3    | Bohemians Praha        |
| 1. československá fotbalová liga 1984/85 | 7      | 0    | Bohemians Praha        |
| 1. československá fotbalová liga 1985/86 | 16     | 1    | Bohemians Praha        |
| Česká národní fotbalová liga 1986/87     | 26     | 2    | DP Xaverov             |
| Česká národní fotbalová liga 1987/88     | 10     | 3    | DP Xaverov             |
| CELKEM 1. liga                           | 101    | 6    |                        |